# Зборовский договор

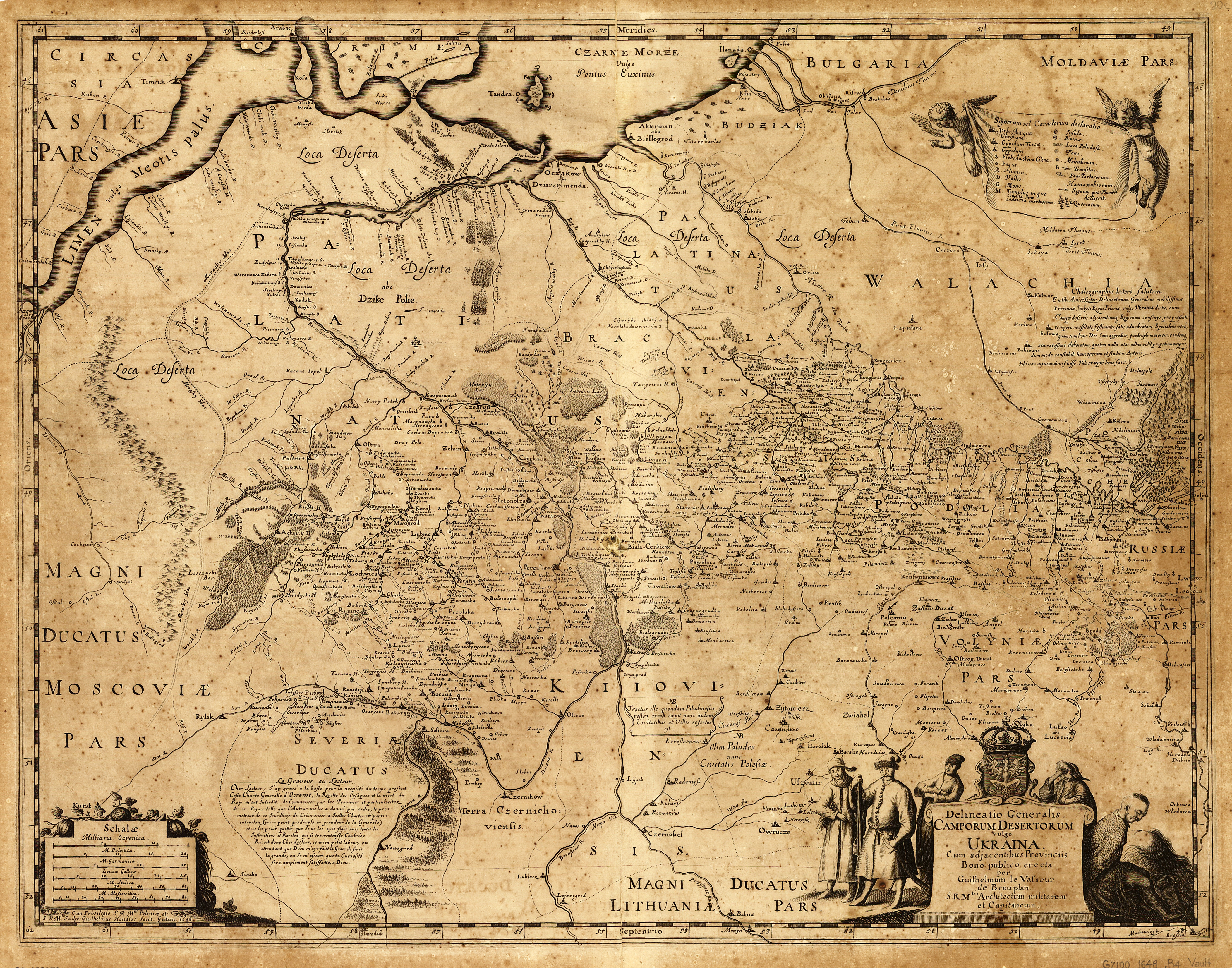
«Общий чертёж Диких Полей, в просторечии Укра́ина, с прилегающими провинциями». Генеральная карта Украины Гийома де Боплана 1648 года, исполнена по заказу короля Владислава IV. Север внизу карты

Збо́ровский догово́р — «Объявления милости его королевского величества войску запорожскому на пункты предложенные в их челобитной».
Договор заключён Богданом Хмельницким с польским королём Яном Казимиром после тяжелейшего поражения поляков, выступивших для подавления восстания (бунта) казаков, под городком Зборов 5 — 6 августа (15 — 16 августа) 1649 года от Хмельницкого и его союзника, крымского хана Ислама III Гирея.
В некоторых источниках указан как Зборовский мир.

## Условия договора
Условия договора заключались в следующем.

Его королевское величество оставляет войско своё запорожское при всех старинных правах по силе прежних привилегий и выдает для этого тотчас новую привилегию.— Собр. Госуд. Грамот и Договоров, т. III, № 137.
Польское правительство обещало полную амнистию всем, принимавшим участие в восстании, и разрешило гетману увеличить число реестровых казаков до 40 тысяч, позволяя набрать их из королевских и шляхетских имений и разместить на Поднепровской Украине, где не должны были квартировать польские войска; все не вошедшие в реестр обязаны были возвратиться на своё прежнее нахождение; гетман получал на своё содержание город Чигирин с округом; правительство обязывалось уничтожать унию и допустить киевского митрополита в Сенат; евреи и иезуиты теряли право жительства на Украине; все должности и чины в Киевском, Брацлавском и Черниговском воеводствах король мог раздавать только местным православным дворянам. Один из пунктов Зборовского трактата предусматривал запрет проживания евреев на территории казацкой автономии. Вскорости после заключения договора произошёл татарский набег на земли Гетьманщины. По мнению М. Грушевского, после этого по стране пошёл слух, будто Зборовский договор дал крымским татарам право брать ясырь с согласия казацкой верхушки.
Этот договор обеспечивал, таким образом, интересы и права православной церкви и интересы реестрового казачества, но оставлял незатронутыми социальные порядки, господствовавшие на Украине, сохранял шляхту и холопов. Впрочем, и занесенные в договор требования Б. Хмельницкого не были полностью удовлетворены. Чрезвычайный сейм, созванный в ноябре 1649 года, утвердил договор, но на том же сейме киевский митрополит не был допущен в Сенат. Не была уничтожена и уния.
В свою очередь, Б. Хмельницкий тщетно пытался склонить народ подчиниться условию, в силу которого все не вошедшие в реестр должны были подчиняться панам, и наконец, видя, что он рискует своей популярностью, отказался от действительного соблюдения договора и начал готовить новое восстание. Слепой религиозный фанатизм польского общества, не мирившийся с мыслью о равноправности православной церкви с католической, и нежелание народа вновь нести только что сброшенное ярмо крепостного права превратили Зборовский договор в фикцию, плохо соблюдавшуюся с обеих сторон. Наконец 24 декабря (3 января) 1651 года польский сейм объявил новую войну.